# Ivanildo Fernandes
Ivanildo Jorge Mendes Fernandes, noto semplicemente come Ivanildo Fernandes (Amadora, 26 marzo 1996), è un calciatore portoghese naturalizzato capoverdiano, difensore del Nacional e della nazionale capoverdiana.

## Caratteristiche tecniche
È un difensore centrale.

## Carriera

### Club
Cresciuto nel settore giovanile dello Sporting Lisbona, ha esordito con la squadra B il 20 settembre 2015 in occasione dell'incontro di Segunda Liga vinto 2-1 contro il Freamunde.
Dall'estate 2018 in poi vanta diverse cessioni in prestito: al Moreirense, Trabzonspor, Çaykur Rizespor e Almería sino ad arrivare definitivamente al Vizela nell'agosto 2021.

### Nazionale
Ha giocato nelle nazionali giovanili portoghesi Under-19, Under-20 ed Under-21.
Date le sue origini capoverdiane, il 15 marzo 2023 viene convocato dal CT Bubista per il doppio match di qualificazione alla Coppa d'Africa 2023 contro Eswatini.

## Statistiche

### Cronologia presenze e reti in nazionale
Aggiornato al 3 giugno 2023

| Cronologia completa delle presenze e delle reti in nazionale ― Capo Verde | Cronologia completa delle presenze e delle reti in nazionale ― Capo Verde | Cronologia completa delle presenze e delle reti in nazionale ― Capo Verde | Cronologia completa delle presenze e delle reti in nazionale ― Capo Verde | Cronologia completa delle presenze e delle reti in nazionale ― Capo Verde | Cronologia completa delle presenze e delle reti in nazionale ― Capo Verde | Cronologia completa delle presenze e delle reti in nazionale ― Capo Verde | Cronologia completa delle presenze e delle reti in nazionale ― Capo Verde |
| Data                                                                      | Città                                                                     | In casa                                                                   | Risultato                                                                 | Ospiti                                                                    | Competizione                                                              | Reti                                                                      | Note                                                                      |
| ------------------------------------------------------------------------- | ------------------------------------------------------------------------- | ------------------------------------------------------------------------- | ------------------------------------------------------------------------- | ------------------------------------------------------------------------- | ------------------------------------------------------------------------- | ------------------------------------------------------------------------- | ------------------------------------------------------------------------- |
| 24-3-2023                                                                 | Praia                                                                     | Capo Verde                                                                | 0 – 0                                                                     | eSwatini                                                                  | Qual. Coppa d'Africa 2023                                                 | -                                                                         |                                                                           |
| 28-3-2023                                                                 | Nelspruit                                                                 | eSwatini                                                                  | 0 – 1                                                                     | Capo Verde                                                                | Qual. Coppa d'Africa 2023                                                 | -                                                                         | 79’                                                                       |
| Totale                                                                    |                                                                           | Presenze                                                                  | 2                                                                         |                                                                           | Reti                                                                      | 0                                                                         |                                                                           |